# Psychoderelict
Psychoderelict è un concept album scritto, prodotto e registrato da Pete Townshend. Alcuni personaggi e temi presentati in questo lavoro verranno ripresi nell'opera The Boy Who Heard Music, presentata sull'album degli Who Endless Wire e adattata come musical rock.

## Tracce
Dialog version
1. English Boy
2. Meher Baba M3
3. Let's Get Pretentious
4. Meher Baba M4 (Signal Box)
5. Early Morning Dreams
6. I Want That Thing
7. Dialogue Introduction to "Outlive the Dinosaur"
8. Outlive the Dinosaur
9. Flame (demo version)
10. Now and Then
11. I Am Afraid
12. Don't Try to Make Me Real
13. Dialogue Introduction to "Predictable"
14. Predictable
15. Flame
16. Meher Baba M5 (Vivaldi)
17. Fake It
18. Dialogue Introduction to "Now and Then (Reprise)
19. Now and Then (Reprise)
20. Baba O' Riley (Reprise)
21. English Boy (Reprise)

Music Only version
1. English Boy
2. Meher Baba M3
3. Let's Get Pretentious
4. Meher Baba M4 (Signal Box)
5. Early Morning Dreams
6. I Want That Thing
7. Outlive the Dinosaur
8. Now and Then
9. I Am Afraid
10. Don't Try to Make Me Real
11. Predictable (contiene una strofa extra non presente nella versione "dialogo")
12. Flame
13. Meher Baba M5 (Vivaldi)
14. Fake It
15. English Boy (Reprise)